# Josip Brekalo
Josip Brekalo (pronúncia em servo-croata: [jǒsip brěːkalo]; Zagreb, 23 de junho de 1998) é um futebolista croata que atua como ponta-esquerda. Atualmente atua pelo Kasımpaşa, emprestado pela Fiorentina.

## Carreira do clube
Normalmente joga na ala direita tanto no clube como na seleção. No entanto, ele jogou algumas partidas internacionais em diferentes posições. Na UEFA Nations League 2018-1919, ele jogou como lateral direito devido à ausência de Šime Vrsaljko . Em 2020-21, na Liga das Nações da UEFA, ele foi usado como um dos dois falsos 9 atacantes na formação 4-1-2-1-2, uma formação que não apoia os alas.
Um expoente da juventude do Dinamo Zagreb . Ele fez sua estreia na liga em 19 de dezembro de 2015, contra o Inter Zaprešić . Em 15 de maio de 2016, ele assinou com o clube da Bundesliga, VfL Wolfsburg, por € 10 milhões.
Em 31 de janeiro de 2017, o Brekalo foi emprestado ao VfB Stuttgart até o final da temporada, com opção por mais um ano. O contrato de empréstimo foi inicialmente prorrogado automaticamente até junho de 2018, quando Stuttgart garantiu a promoção. Brekalo marcou seu primeiro gol profissional em 17 de fevereiro de 2017 saindo do banco pelo Stuttgart contra 1. FC Heidenheim. Brekalo retornou prematuramente a Wolfsburg em 1º de janeiro de 2018. Em 8 de maio de 2021, ele marcou seu primeiro hat-trick na carreira na vitória por 3 a 0 sobre o Union Berlin.
Brekalo é um jogador internacional juvenil e representou a Croácia em 2015 na Euro Sub-17 da UEFA, na Copa do Mundo Sub-17 da FIFA 2015, na Euro Sub-19 da UEFA 2016 e na Euro Sub-21 da UEFA 2019
Ele fez sua estreia pela seleção principal da Croácia em 15 de novembro de 2018, na vitória por 3-2 da Liga das Nações sobre a Espanha. Em 8 de setembro de 2020, Brekalo marcou seu primeiro gol internacional pela Croácia na derrota da Liga das Nações por 4–2 para a França.
| No. | Date             | Venue                                | Cap | Opponent | Score | Result | Competition                       |
| --- | ---------------- | ------------------------------------ | --- | -------- | ----- | ------ | --------------------------------- |
| 1   | 8 September 2020 | Stade de France, Saint-Denis, France | 13  | França   | 2–2   | 2–4    | 2020–21 UEFA Nations League A     |
| 2   | 7 October 2020   | Kybunpark, St. Gallen, Switzerland   | 14  | Suíça    | 1–1   | 2–1    | Friendly                          |
| 3   | 11 November 2020 | Vodafone Park, Istanbul, Turkey      | 17  | Turquia  | 3–2   | 3–3    | Friendly                          |
| 4   | 30 March 2021    | Stadion Rujevica, Rijeka, Croatia    | 22  | Malta    | 3–0   | 3–0    | 2022 FIFA World Cup qualification |

## Vida pessoal
O pai de Brekalo, Ante (apelidado de Šargija ), é um ex-jogador de futebol, tendo representado a Bósnia e Herzegovina em vários escalões juvenis pois ele é natural da região bósnia de Posavina. Sua carreira foi interrompida aos 21 anos, quando as Guerras Iugoslavas estouraram e ele foi ferido no campo de batalha.
Em 2 de junho de 2021, Brekalo e sua esposa Dominika se tornaram pais de uma menina, a quem deram o nome de Nika.

### Controvérsias
No verão de 2018, Brekalo gerou polêmica na mídia alemã e croata após afirmar que não gostaria de usar uma braçadeira de capitão com as cores da bandeira LGBT, depois que o VfL Wolfsburg decidiu que os capitães de todas as suas equipes usariam essa braçadeira durante a temporada 2018-19. A razão para isso foi a “postura do clube em prol da sociedade tolerante” e a “postura contra a discriminação”. Depois de 'dar like' em comentários homofóbicos no post do clube no Instagram do capitão Josuha Guilavogui usando a braçadeira, Brekalo culpou o mau funcionamento do telefone celular em uma entrevista com Kicker. Ele então declarou:
"Devo dizer que não posso apoiar totalmente esta ação, porque contradiz minha crença cristã. Eu fui criado religiosamente. Estou bem com pessoas que vivem um estilo de vida diferente, porque isso é problema delas. Mas eu não quero e não tenho que carregar um símbolo que os represente."